# Die ganze Welt soll bleiben. Erich Fried / Ein Porträt
Die ganze Welt soll bleiben. Erich Fried / Ein Porträt ist ein Dokumentarfilm des DEFA-Studios für Dokumentarfilme von Roland Steiner aus dem Jahr 1988.

## Handlung
Dieser Farb-Dokumentarfilm berichtet über Begegnungen mit dem Dichter Erich Fried. Während der Lyriker an der Ostsee Muscheln sammelt, erklärt der Sprecher wer Erich Fried eigentlich ist – ein Österreicher, der in London lebt und dessen Grundanliegen der Kampf um Freiheit, Güte und Liebe ist, der aber nicht ohne Freiheit und Güte und Liebe geführt werden kann. Er gerät oft in Konflikt mit der öffentlichen Meinung, wenn er offen und kritisch Stellung zu politischen Themen nimmt. So sucht er in einer Fernsehdokumentation das Gespräch mit einem Neonazi, der in einem Gefängnis eine Strafe absitzt, weil man gerade Menschen mit einer anderen Anschauung kennen lernen sollte, auch wenn man sie nicht beeinflussen kann.
Nach Ausschnitten einer Lesung mit Erich Fried folgen Beobachtungen in seinem Wohnort London, beginnend mit einem Blick in seinen Garten, in dem er mit seiner Frau spazieren geht. Während eines Gangs durch die Straßen bleibt er an einem Sperrmüllhaufen stehen, um ihn zu durchwühlen. Für verschiedene Sachen, darunter eine defekte Gasmaske, kann er sich richtig begeistern. Zurück in seinem Wohnzimmer erzählt er, wie er zum Gedichteschreiben kam, er mit den Inhalten umgeht und die Gedichte gestaltet sein müssen. 
Im Kreise seiner Familie mit Sohn, Tochter und Enkelkindern erzählt Erich Fried, dass seine Ehefrau Catherine Boswell-Fried, sich mit Radierungen beschäftigt und dass daraus jetzt, zusammen mit seinen Gedichten, ein Buch geworden ist. Er erklärt, dass die meisten seiner Gedichte nicht am Schreibtisch entstehen, sondern auf seinen Knien. Auch zeigt er seine Schreibmaschine, ein uraltes Gerät, welches jeder andere wohl schon weggeschmissen hätte, da fast gar nichts mehr funktioniert, doch Fried hat immer wieder Hilfsmöglichkeiten gefunden, sie weiter zu benutzen.
Mit seiner Krebserkrankung geht er ebenfalls offen um, so zeigt er zum Beispiel einen Schlauch, der in eine Vene führt und wie alles miteinander funktioniert. Trotz seiner schweren Krankheit reist er das ganze Jahr in der Welt umher und hält Vorträge und Lesungen, welche einen großen Teil des Films einnehmen. Hier kommt auch zur Sprache, dass er als Jude seine Heimat in der Zeit des Nationalsozialismus verlassen musste. Es wird sein Gedächtnis, auf das er sich immer verlassen kann und sein Vermögen, stets wundervolle Sätze und Gedichte zu formulieren angesprochen, weshalb Erich Fried in der Lage ist, diesen Dokumentarfilm mit seinen fesselnden Erzählungen zu bereichern.

## Produktion
Die Uraufführung des, unter dem Arbeitstitel Widerstand, auf ORWO-Color gedrehten Films fand anlässlich des 11. Nationalen Festivals des Dokumentar- und Kurzfilmes der DDR für Kino und Fernsehen Anfang Oktober 1988 in Neubrandenburg statt. Am 10. November 1988 lief der Film in der Reihe Angebote im Berliner Kino Babylon. Am 28. November 1988 wurde er auf der Internationalen Leipziger Dokumentar- und Kurzfilmwoche für Kino und Fernsehen im Filmkunsttheater Casino aufgeführt. In bundesdeutschen Kinos lief der Film zum ersten Mal Anfang März 1989 bei den 5. Tagen des unabhängigen Films in Augsburg sowie Ende April 1989 bei den 35. Internationalen Westdeutschen Kurzfilmtagen in Oberhausen.
Die Dramaturgie lag in den Händen von Anne Richter, die auch gemeinsam mit Roland Steiner den Kommentar schrieb.